# 현대인베스트먼트자산운용
현대인베스트먼트자산운용 주식회사는 대한민국의 자산운용사로, 현대해상화재보험이 100% 출자하였다.

## 역사
2000년 현대해상투자자문으로 출발하여 2007년 자산운용사로 전환하였다.